# Jan Parandowski
Jan Parandowski (Lviv, Àustria-Hongria, 11 maig 1895 – Varsòvia, 26 setembre 1978) fou un escriptor polonès, assagista, i traductor. Més conegut per les seves obres relacionades amb l'antiguitat clàssica, fou també el president del PEN Club Internacional polonès entre 1933 i 1978, amb un parèntesi durant la Segona Guerra Mundial.

## Biografia
Jan Parandowski es graduà al Jan Długosz Institut, a Lviv, Àustria-Hongria. El 1913 va començar els seus estudis a la Universitat de Lviv, en el departament de filosofia. Allà va estudiar filosofia, filologia clàssica, arqueologia, història de l'art i literatura polonesa. Els seus estudis van ser interromputs per la Primera Guerra Mundial, durant la qual fou internat a Rússia, on va ensenyar a escoles de Vorónej i Saratov. El 1920 va continuar els seus estudis, i el 1923 va rebre el màster en filologia clàssica i arqueologia.
De 1922 a 1924 fou el cap literari de l'editorial d'Alfred Altenberg, per qui va organitzar una sèrie de traduccions d'obres clàssiques i una posterior sèrie de "grans escriptors". Durant aquest temps, fou corresponsal per diverses revistes i diaris polonesos, incloent-hi la Gaseta de Matí, el Setmanari Il·lustrat, la Notícia Literària, i el setmanal, Arc de Sant Martí. Entre 1924 i 1926 va viatjar a Grècia, França, i Itàlia. El 1929 va viure a Varsòvia, on al principi fou un editor de la revista mensual Diari de Varsòvia. El 1930 esdevingué  membre del PEN Club polonès, i el 1933, el seu president.
A la Jocs Olímpics d'Estiu de 1936 a Berlín, va rebre una medalla de bronze pel seu llibre, El Disc Olímpic, i el 1937 va rebre els "Llorers d'Or" de l'Acadèmia Literària polonesa "per la seva consecució literària excepcional". Entre 1937 i 1938 fou un editor de l'editorial estatal de llibres escolars, i va produir la sèrie educativa, Grans Persones. Després de l'inici de la Segona Guerra Mundial, va participar en la cultura clandestina. En els incendis derivats de la revolta de Varsòvia van cremar els seus arxius literaris i totes les seves obres inèdites.
Durant els anys 1945 – 1950 va fer-se càrrec del Departament d'Antiguitat Clàssica, llavors anomenat Departament de Literatura Comparativa a la Universitat Catòlica de Lublin (KUL). Esdevingué un membre de la Warszawskie Towarzystwo Naukowe (traduït lliurement, Associació de Varsòvia de Ciències), va treballar amb publicacions com "Tygodnik Powszechny" (Setmanari Catòlic), i va reprendre les seves activitats com a president del PEN Club polonès. El 1948 va organitzar un Congrés Mundial d'Intel·lectuals a Breslau, després del qual va tornar a Varsòvia per a viure-hi.
El 1958, Jan Parandowski va organitzar una Convenció de Traductors Internacionals a Varsòvia, i el 1962 esdevingué el vicepresident del PEN Internacional. El 1964 va rebre el Premi Estatal polonès de Primer Grau, i en el mateix any fou un signant de la "Llista de 34" acadèmics i escriptors en defensa de la llibertat d'expressió. El 1975 va ser honorat pels seus assoliments de tota una vida per "Radio Liberty". El 1976 va rebre un doctorat honoris causa en Filosofia cristiana de la Universitat catòlica de Lublin (KUL).
El 1988 es fundà un premi en el seu honor, el Premi Jan Parandowski, que és atorgat anualment pel PEN Club polonès a escriptors històrics exemplars.

## Obres

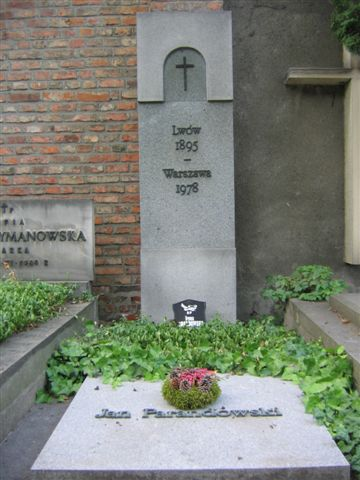
Tomba de Jan Parandowski a Powązki, Cementiri dins de Varsòvia.

Com a figura literària, Parandowski va començar a escriure a Lviv el 1913, encara que només va obtenir prominència internacional després de la seva molt citada Mitologia, el 1924. Els seus coneixements, el seu estil d'escriptura agut i compromès, i la seva habilitat d'abordar els temes més polèmics van contribuir molt a forjar la popularitat de Parandowski. A Polònia les seves obres han esdevingut una referència en els estudis clàssics en tots els nivells educatius.